# Maria Wiśniewska (prawnik)
Maria Wiśniewska – polska prawnik i sędzia, w latach 2015–2018 wiceprezes Naczelnego Sądu Administracyjnego.

## Życiorys
W 1971 ukończyła studia prawnicze na Wydziale Prawa i Administracji Uniwersytetu Wrocławskiego, następnie odbyła aplikację sądową. Od 1976 orzekała w Sądzie Rejonowym w Jaworze, następnie w SR w Trzebnicy i Wrocławiu. W 1982 delegowana do Sądu Wojewódzkiego we Wrocławiu, od 1983 sędzia tegoż. W ramach Sądu Wojewódzkiego od 1990 do 2000 kierowała Wydziałem I Cywilnym, a następnie Wydziałem Cywilnym Odwoławczym (została także wizytatorem).
W 2000 powołana na stanowisko sędziego Naczelnego Sądu Administracyjnego. Od stycznia do listopada 2004 wiceprezes i przewodnicząca Wydziału I w ramach Wojewódzkiego Sądu Administracyjnego w Warszawie. Z dniem 1 grudnia 2004 przydzielona do orzekania w Izbie Ogólnoadministracyjnej, objęła też funkcję naczelnika Wydziału Problemowo-Wizytacyjnego w Biurze Orzecznictwa NSA. Od 2011 wicedyrektor, a od 2012 do 2018 dyrektor Biura Orzecznictwa sądu (brała udział m.in. w pracach nad reformą ustawy Prawo o postępowaniu przed sądami administracyjnymi). 10 kwietnia 2015 została ponadto powołana na stanowisko wiceprezesa NSA. Zajmowała stanowisko do 2018, następnie przeszła w stan spoczynku.